# 小笠原長昌
小笠原 長昌（おがさわら ながまさ）は、江戸時代後期の大名。陸奥国棚倉藩3代藩主、肥前国唐津藩初代藩主。官位は従五位下・主殿頭。忠知系小笠原家9代。

## 生涯
棚倉藩2代藩主・小笠原長堯の六男として誕生した。兄たちがいずれも早世したために世子となり、文化9年（1812年）の父の隠居により家督を継いだ。文化14年（1817年）に棚倉から唐津へ移封されるが、棚倉時代の莫大な借金のために藩財政が窮乏化していた上、移封による金も賄えなかったため、それを補うために領民に献金を求めたり、「御国益方役所」を設置したりして財政再建を図ったが、効果はなかった。また、唐津焼に白紋の雲鶴を作らせたのは長昌である。
文政6年（1823年）9月29日、28歳で死去した。長男の長行は幼少だったため、養嗣子の長泰（酒井忠徳の六男）が跡を継いだ。

## 系譜
父母
- 小笠原長堯（父）

正室
- 連 ー 水野忠光の娘

側室
- 松倉氏

子女
- 小笠原長行（長男）生母は松倉氏（側室）
- 森忠徳継室

養子
- 小笠原長泰 ー 酒井忠徳の六男